# 尾高邦雄
尾高 邦雄（おだか くにお、1908年10月17日 - 1993年9月11日）は、日本の社会学者。東京大学文学部名誉教授。子爵・渋沢栄一の孫にあたる。

## 経歴
出生から修学期
1908年、実業家・尾高次郎の五男として東京市根岸に生まれた。1926年に東京高等師範学校附属中学校（現・筑波大学附属中学校・高等学校）を卒業。附属中の同級生には、勝田守一、宗像誠也（共に「東大教育の3M」）らがいた。第二高等学校を経て、東京帝国大学文学部社会学科に入学。次第にマックス・ウェーバーに関心を持つようになった。1932年に卒業論文『社会学における了解的方法』を提出して卒業。
研究者として
卒業した同1932年に、母校・東京帝国大学文学部副手に採用された。東京大学社会科学研究所主任研究員となるが、1934年に東京大学社会科学研究所は閉鎖勧告を受けて解散。1937年に東京帝国大学文学部助手に就いた。1942年に同講師に昇格。戦後の1945年に東京大学文学部助教授に昇格。
戦後
1947年、学位論文『職業社会学』で文学博士号を取得。1953年、同教授に昇格。1969年に東京大学を定年退官し、名誉教授となった。その後は上智大学教授として教鞭をとった。1979年に、上智大学を退職。1988年12月に日本学士院会員に選出された。
1993年脳梗塞により死去。享年84歳。

## 受賞・栄典
- 1993年：叙正四位、叙勲二等授瑞宝章。

## 研究内容・業績
専門は社会学で、特に産業社会学、労働社会学、職業社会学など、労働を通して人間をみる社会学で多くの業績を残した。没後その著作は『尾高邦雄選集』(全5巻)にまとめられている。
指導を受けた学生には、石川晃弘、日高六郎らがいるほか。

## 家族・親族
- 父：尾高次郎は実業家。朝鮮興業社長。
- 長兄：尾高豊作は郷土教育家。刀江書院社長を務めた。
- 次兄：大川鉄雄は大川平三郎（尾高家親族）の養子となった。製紙実業家。
- 三兄：尾高朝雄は法哲学者。
- 四兄：尾高鮮之助は美術研究者だったが早世した（1901年 - 1933年）。
- 弟（六男）：尾高尚忠は指揮者、作曲家。
- 妻：京子（1914年 - 2013年）は和辻哲郎の長女。1933年に結婚した。
- 息子：尾髙煌之助は労働経済学者。一橋大学名誉教授、法政大学名誉教授[5]。

## 著作
著書
- 『職業社会学』（岩波書店 1941年）
- 『職業観の変革』（河出書房 1944年）
- 『職業と近代社会』（要書房 1948年）
- 『社会学の本質と課題 上巻』（有斐閣 1949年）
- 『社会科学方法論序説』（春秋社 1950年）
- 『職業について』（要書房 1951年）
- 『新稿 職業社会学』（第1・2分冊 福村書店 1953年）
- 『産業における人間関係の科学』（有斐閣 1953年）
- 『現代の社会学』（岩波書店：岩波全書 1958年）
- 『産業社会学』（ダイヤモンド社 1958年）
- 『勤労青年の不平不満とその対策』（民主教育協会 1961年）
- 『日本の経営』（中央公論社 1965年）
- 『職業の倫理』（中央公論社 1970年）
- 『産業社会学講義 日本的経営の革新』（岩波書店 1981年）
- 『日本的経営 その神話と現実』（中公新書 1984年）

著作全集
『尾高邦雄選集』（全5巻） 夢窓庵 1995年
1. 『職業社会学』
2. 『仕事への奉仕』
3. 『社会階層と社会移動』
4. 『労働者意識の構造』
5. 『日本的経営』

編著
- 『労働社会学』（河出書房 1952年）
- 『鋳物の町 産業社会学的研究』（有斐閣 1956年）
- 『階級社会と社会変動』（中山書店 1959年）
- 『職業と階層』(現代社会心理学 8巻)（毎日新聞社 1958年）
- 『技術革新と人間の問題』（ダイヤモンド社 1964年）

翻訳
- 『職業としての学問』マックス・ウェーバー著（岩波文庫 1936年）
  - 改訳 1977年
  - ワイド版 1993年

記念論集
『尾高邦雄教授還暦記念論文集』 中央公論社
1. 第1巻『経営と労働者』松島静雄・野田一夫編  1971年
2. 第2巻『階級と地域社会』富永健一・倉沢進編 1971年
3. 第3巻『集団と社会心理』福武直・青井和夫編 1972年

## 資料
- 川合隆男, 吉村治正「社会学史関係資料 尾高邦雄の著作目録」『法學研究 : 法律・政治・社会』第68巻第7号、慶應義塾大学法学研究会、1995年7月、77-94頁、CRID 1050845763885165184、ISSN 0389-0538。
- 「尾高邦雄の軌跡からみる産業社会学の射程とその行方 (PDF) 」 園田薫(第91回日本社会学会)